# Servicio Paz y Justicia
 (septembre 2018).
Le Servicio Paz y Justicia (SERPAJ ou Service Paix et Justice) est un mouvement latino-américain de défense des droits de l'homme organisé, né dans une perspective «d'ouverture à toutes les cultures, les cosmovisions et les apports éthiques dans les processus de libération et de développement humain». Son principal engagement est la lutte pour le respect de la vie comme valeur suprême et la construction de la paix comme fruit de la justice.  
La spécificité du SERPAJ réside dans la théorie et la pratique de la non-violence active, comprise « comme un rejet définitif de l'indifférence sociale, du fatalisme religieux et du conformisme politique, mais également, comme un style de vie et une méthode de lutte utilisant l'union et l'organisation des opprimés comme une force ».  
Le Service Paix et Justice en Amérique Latine est officiellement fondé en 1974 à Medellin en Colombie, et l'argentin Adolfo Pérez Esquivel prix Nobel de la paix en 1980 en assuma la coordination générale.  
Actuellement, le SERPAJ est présent dans 13 pays: quatre Secrétariats Nationaux dans d'Amérique centrale (Mexique, Nicaragua, Costa Rica et Panama), et dans six pays d'Amérique du Sud (Équateur, Brésil, Paraguay, Uruguay, Chili et Argentine). Il existe trois groupes en formation au Guatemala, Salvador et Colombie en voie de former un Secrétariat National dans leur pays.  
Depuis sa fondation, le SERPAJ-AL a renforcé ses liens avec le mouvement pour la Paix et les Droits de l'Homme en Amérique de Nord, en Europe, en Asie et en Afrique. Il existe également plusieurs groupes d'amis du SERPAJ en Europe: 
à Paris, Vienne, Zurich, Bruxelles, Rome et Barcelone.  
SERPAJ-AL a un statut consultatif de l'ONU auprès de l'ECOSOC et de l'UNESCO depuis 1987 et a reçu le Prix du «Messager de la Paix» de l'ONU, ainsi que le Prix de «L 'Éducation pour la Paix» de l'UNESCO.  

## Organisation interne
La base du travail du SERPAJ-AL réside dans les activités que développent chacun des 13 Secrétariats Nationaux et trois groupes en formation, de façon autonome, afin de répondre aux différentes réalités de chaque pays, en accord avec nos principes généraux et les Accords de l'Assemblée Continentale.  
L'Assemblée Continentale se réunit tous les quatre ans pour échanger des expériences, évaluer, établir des stratégies et des politiques générales et nommer la Coordination Latino-américaine (CLA).  
Le Conseil Collégial se réunit entre deux Assemblées Continentales, et est constitué d'un représentant de chaque Secrétariat National et Groupe en formation, la CLA et le Président International.  
La Coordination Latino-américaine (CLA) est l'instance exécutive au niveau continental et unique organe permanent du 
SERPAJ - AL. Actuellement, le Bureau International du SERPAJ - AL (Siège de la CLA) se trouve à San José, Costa Rica, 
avec deux Coordinateurs Latino-américains.  
Le Président International, Adolfo Pérez Esquivel, prix Nobel de la paix, est l'un des fondateurs du SERPAJ.  
Le Conseil (d'Honneur) International de caractère consultatif, présidé par Adolfo Pérez Esquivel, est intégré par d'importantes personnalités s'étant démarquées par leurs actions en faveur de la paix, la justice et les Droits de l'Homme.  

## Secrétariats nationaux (SN) et Coordination latino-américaine (CLA)
Face à la mondialisation, les Secrétariats Nationaux et groupes en formation dans treize pays développent des programmes d'action adaptés aux besoins des réalités de terrain. En utilisant des formes créatives d'intervention et d'actions directes non violentes, accompagnant toujours les différents secteurs sociaux, les Secrétariats Nationaux basent leurs activités sur les axes de travail suivants :  
- Éducation pour la Paix et les Droits de l'Homme,
- Démilitarisation et Construction de pouvoirs alternatifs (incluant l'Objection de Conscience, le désarmement belliqueux et des consciences)
- Défense et Promotion des Droits de l'Homme
- Prévention, Traitement et Résolution de conflits,
- Lutte contre l'Impunité et les vestiges autoritaires, Œcuménisme et Dialogue inter-religieux
- Inclusion et Reconnaissance de la diversité culturelle,
- Diffusion de la voix des exclus, Défense des secteurs les plus vulnérables.
- Promotion des processus communautaires qui encouragent la solidarité et la coopération et qui génèrent des alternatives pour la construction d'une culture de paix, de participation sociale, politique et économique.

La Coordination Latino-américaine, en tant qu'unique organe continental permanent, a pour tâche de coordonner, dynamiser, faciliter, réélaborer et proposer des stratégies de manière que la richesse du travail réalisé dans chaque pays ne reste pas isolée, mais serve à tous au sein du SERPAJ - AL. Ce travail horizontal de la Coordination Latino-américaine est donc capital pour le bon fonctionnement du SERPAJ - AL.  
En trente ans d'existence du SERPAJ, la CLA a permis d'impulser des actions communes dans tout le continent, de préserver 
la mémoire historique du Mouvement et de maintenir en vigueur les principes et les références éthiques.  
La CLA s'occupe également des relations internationales de l'organisation, en coordination horizontale avec les Secrétariats Nationaux et les Réseaux Thématiques. Elle veille également à la mise en pratique des accords émanant des Assemblées du SERPAJ - AL. Elle utilise les mécanismes régionaux et universels de protection des Droits de l'Homme pour dénoncer les violations qui existent et exiger l'accomplissement effectif et l'amélioration de tous les droits fondamentaux.

## Affiliations du SERPAJ
Le SERPAJ est reconnu en tant qu'entité consultative devant le Conseil économique et social des Nations unies et devant l'UNESCO, obtenant en 1987 le prix UNESCO d'Éducation à la paix. 
Il est membre de la Ligue internationale pour les droits et la libération des peuples et observateur au sein de la Coordination internationale pour la décennie. 
En Argentine, le SERPAJ est également membre de la coordination Memoria Abierta, créée en 1999 et à laquelle appartient le Centre d'études légales et sociales (CELS) d'Horacio Verbitsky.
Depuis 1999, l'AEDH a soutenu divers projets de SERPAJ dans le domaine de la lutte contre l’impunité et, plus récemment, un projet de défense des droits des enfants en conflit avec la loi.

## Personnalités du SERPAJ
L'un des fondateurs et le premier coordinateur du SERPAJ est le prix Nobel de la paix Adolfo Pérez Esquivel, actuellement président du SERPAJ-Argentine et du SERPAJ-Amérique Latine. 
L'avocate socialiste Azucena Berrutti a aussi été membre du SERPAJ-Uruguay, avant d'être nommée, à 75 ans, ministre de la Défense du gouvernement Vázquez (Front large, gauche).

## Sources bibliographiques
En français :
- Adolfo Pérez Esquivel, Le Christ au poncho, Paris, Le Centurion, 1981
- Jacques Sémelin, Quand les dictatures se fissurent...: Résistances civiles à l'Est et au Sud, Paris, Desclée de Brouwer, 1995.
- Luis Pérez Aguirre, Tout commence par un cri, Ed. de l'Atelier, 1997
- Hildegard Goss-Mayr, Oser le combat non-violent aux côtés de Jean Goss, Paris, Cerf, 1998, préface du cardinal Franz König.
- Adolfo Pérez Esquivel et Philippe de Dinechin, Cultivons la paix !, Paris, Desclée de Brouwer, 2000.
- Pierre Dubois, Un prêtre français au Chili. 50 ans au service du monde ouvrier, Paris, Karthala, 2012.

En anglais:
- Philippe MacManus, Gerald Schlabach, Relentless Persistence: Nonviolent Action in Latin America, Eugene (Oregon), Wifp & Stock, 1991, Foreword Leonardo Boff.
- Ronald Pagnuco, John D. McCarthy, « Advocating Direct Nonviolent Action in Latin America: The Antecedents and Emergence of SERPAJ », in Bronislaw Misztal - Anson Shupe [Edit.], Religion and Politics in Comparative Perspective. Revival of Religious Fundamentalism in East and West, Westport (CT), Praeger Pub., 1992, ch. 10, p. 125-149.
- Jeffrey Klaiber, The Church, Dictatorships, and Democracy in Latin America, Orbis Book, 1998 (Reed. Eugene (Oregon), Wifp & Stock, 2007).